# رباح (حيوان لاحم)
هذا القالب يجب أن يُنسخ; استبدل بـ{{نقل}} {{نسخ:نقل}}

الرَّبَاح أو الزُّرَيْقَاء هو جنس حيوانات من فصيلة الزباديات.
يعيش في شمال أفريقيا وأكثر انتشاره في منطقة الجبل الغربي في ليبيا